# Esteban Solari
Esteban Andrés Solari Poggio (ur. 2 czerwca 1980 w Rosario Santa Fe) jest piłkarzem pochodzenia argentyńskiego, który gra pod pseudonimem Tano (oznacza „włoski”, w argentyńskim slangu Tano to „uparty”). Jego rodzicami są Eduardo Miguel Solari oraz Alicia Susana Poggio. Ma jeszcze trzech braci (Santiago Hernán Solari, Martin Miguel Solari, David Eduardo Solari) oraz jedną siostrę - Liz Maria Solari (modelka).

## Kariera klubowa
Pierwszym profesjonalnym klubem napastnika był Velez Sarsfield, dla którego grał w sezonie 1999–2000. Po krótkich epizodach w Estudiantes i Defensa y Justicia przeniósł się do Argentinos Juniors na sezon 2002–2003. Rok później bronił już barw włoskiej Chioggii.
W sezonie 2004–2005 grał dla Lierse, gdzie podczas 23 spotkań strzelił pięć goli. W następnym sezonie reprezentował ekipę APOEL-u. W swoim debiutanckim sezonie na Cyprze zebrał imponujące pochwały, co zakończyło się przedłużeniem jego umowy do 2008 roku. W pierwszym sezonie Esteban rozegrał 16 meczów w wyjściowym składzie i cztery jako zmiennik (zdobył 15 bramek w lidze). W sezonie 2006–2007 był najlepszym strzelcem w krajowych rozgrywkach, z 20 trafieniami na koncie. Solari został też wybrany najbardziej wartościowym graczem (MVP) tamtych rozgrywek. Jednakże, pod koniec maja 2007 roku ogłoszono, iż gracz związał się kontraktem z meksykańskim Pumas UNAM. 13 czerwca 2008 roku Solari przeniósł się do hiszpańskiego klubu, UD Almerii.
Jego pierwszy sezon w Primera División nie był taki, jakiego sobie wcześniej wyobrażał, bowiem rozegrał tylko osiem spotkań i strzelił jedną bramkę. Nie zniechęcił się jednak i pozostał na kolejny sezon, co wiązało się oczywiście z walką o miejsce w składzie. Sezon 2009/2010 był jeszcze gorszy, ponieważ zanotował tylko dwa występy.
2 czerwca 2010 roku podpisał trzyletnią umowę z APOEL-em, gdzie występował jeszcze trzy lata wcześniej. W 2013 roku najpierw grał w Apollonie Limassol, a następnie został zawodnikiem Skody Xanthi.
Jego rodzicami są Eduardo Miguel Solari i Alicia Susana Poggio. Zawodnik ma trzech braci: Santiago Solari, Martin Solari oraz David Solari, którzy również są piłkarzami, i jedną siostrę: Liz Maria Solari - ona z kolei jest modelką.

## Osiągnięcia
- Puchar Cypru: sezon 2005–2006
- Cypryjska Pierwsza Liga: sezon 2006–2007
- Cypryjski Złoty But: sezon 2006–2007
- Cypryjski MVP (Most Valuable Player): sezon 2006–2007
- Finalista Meksykańskiej Apertury: rok 2007
- Najlepszy strzelec w Meksyku: sezon 2007–2008
- Król strzelców Superleague Ellada: 2013/2014